# Bernarda Žarn
Bernarda Žarn (poznana tudi pod vzdevkom Berni), slovenska TV voditeljica, * 17. oktober 1976, Novo mesto
Dolga leta ustvarja na RTV Slovenija, predvsem v razvedrilnem programu. Povezuje tudi razne prireditve po Sloveniji. 
Živi v Ljubljani.  

## Oddaje
- Prvi in drugi, TV Slovenija, 2007-2012
- EMA 04 (s Petrom Polesom), TV Slovenija, 2004
- EMA 07 - predizbor (s Petrom Polesom), TV Slovenija, 2007
- EMA 08 - finalni izbor (z Mariem Galuničem), TV Slovenija, 2008
- EMA 2010 - predizbor (z Ivom Koresom), TV Slovenija, 2010
- Dobra ura, ponedeljkov termin, TV Slovenija, 2012-2014
- Vikend paket (z Jožetom Robežnikom), TV Slovenija, 2015-2021
- Nedeljsko popoldne (z Jožetom Robežnikom), TV Slovenija, 2022-

## Nagrade in nominacije
| Leto | Naziv nagrade | Kategorija                                | Prejela |
| ---- | ------------- | ----------------------------------------- | ------- |
| 2016 | Viktor        | Najboljši voditelj zabavne TV-oddaje.     | Ne      |
| 2016 | Žaromet       | Gositelj/-ica razvedrilne TV-oddaje leta. | Ne      |